# Charlie Phil Rosenberg
Charlie Phil Rosenberg (eigentlich Charles Green; * 15. August 1902 in New York City, New York; † 12. März 1976 ebenda) war ein US-amerikanischer Boxer im Bantamgewicht.

## Profikarriere
Im Jahre 1921 begann Rosenberg seine Karriere, konnte jedoch erst im Juli 1922 seinen ersten Sieg feiern. 1924 gelangen ihm neun Siege (davon drei durch K. o.) am Stück. Am 20. März 1925 boxte er gegen Eddie Martin sowohl um die universelle als auch um die NYSAC-Weltmeisterschaft und siegte durch einstimmigen Beschluss. Diese Gürtel hielt er bis zum 4. Februar 1927, als er einen 15-Runden-Kampf gegen Bushy Graham zwar gewann, aber aufgrund zu hohen Gewichtes nicht als Sieger aus dem Ring ging.
Im Jahre 1929 beendete er nach 33 Siegen, davon 7 durch K. o., seine Karriere.
Im Jahre 1990 wurde der dem Judentum angehörende Rosenberg in die International Jewish Sports Hall of Fame aufgenommen.